# Бехтольд, Адольф
Адольф Бехтольд (нем. Adolf Bechtold; 20 февраля 1926, Франкфурт-на-Майне, Гессен-Нассау — 8 сентября 2012, Франкфурт-на-Майне, Гессен) — западногерманский футболист, играл на позиции защитника.

## Биография

### Игровая карьера
Всю футбольную карьеру играл за франкфуртский «Айнтрахт», в котором начал карьеру во время Второй мировой войны. На момент дебюта Бехтольду было 16 лет и в последующие годы молодой защитник стал одним из ключевых игроков команды.
В 1959 году в составе «орлов» выиграл чемпионский титул, а в следующему году «Айнтрахт» играл в финале Кубка европейских чемпионов против мадридского «Реала», который закончился победой «королевского клуба» со счётом 7:3. По причине травмы Бехтольд в том знаменитом финале так и не сыграл. Всего во всех турнирах сыграл за «Айнтрахт» более 700 матчей.

### Тренерская карьера
После завершения карьеры работал в системе франкфуртского «Айнтрахта», возглавляя молодёжную команду.

### Смерть
Скончался 8 сентября 2012 года во Франкфурте-на-Майне в возрасте 86 лет.